# Felsőberecki
Felsőberecki este un sat în districtul Sátoraljaújhely, județul Borsod-Abaúj-Zemplén, Ungaria, având o populație de 295 de locuitori (2011).

## Demografie
Componența etnică a satului Felsőberecki
     Maghiari (95,24%)
     Romi (3,17%)
     Slovaci (1,59%)
Componența confesională a satului Felsőberecki
     Reformați (29,83%)
     Romano-catolici (29,49%)
     Greco-catolici (17,63%)
     Fără religie (3,05%)
     Necunoscută (20%)
Conform recensământului din 2011, satul Felsőberecki avea 295 de locuitori. Din punct de vedere etnic, majoritatea locuitorilor (95,24%) erau maghiari, existând și minorități de romi (3,17%) și slovaci (1,59%). Nu există o religie majoritară, locuitorii fiind reformați (29,83%), romano-catolici (29,49%), greco-catolici (17,63%) și persoane fără religie (3,05%). Pentru 20,0% din locuitori nu este cunoscută apartenența confesională.